# Гебреа, Ардит
Ардит Гебреа (алб. Ardit Gjebrea; род. 7 июня или 7 июля 1963, Гирокастра, Албания) — албанский телеведущий, продюсер и автор песен.

## Жизнь и карьера
Гебреа начал петь в возрасте пяти лет на албанских детских фестивалях и известен такими песнями, как «I ëmbël zëri i gjyshës», «Kur kendoj per ty moj nënë» and «Ballë për pionierin dëshmor». 17 декабря 1991 года он совершил прорыв в своей карьере, выиграв приз Festivali i Këngës në RTSH с песней «Jon». В 1995 году он получил тот же приз со своей песней «Eja».
Ардит Гебреа выпустил три альбома за свою карьеру, начиная с одноимённого «Ардит Гебреа» в 1992 году. В 1997 году он выпустил «Projekt Jon», самый продаваемый альбом в Албании. «Projekt Jon» продемонстрировал художественный диапазон Джебреа, объединив влияния албанской традиционной музыки, балканских и средиземноморских звуков и инструментов, а также последние тенденции в международной музыке. В 2004 году он выпустил «Ja ku jam» («А вот и я»), альбом, в основном состоящий из музыкальных переводов Гебреа о внутренних странствиях, сентиментальных и меланхоличных настроениях, а также рок- и поп-хитах.
Хотя официальных данных не существует, Ардит Гебреа, как утверждается, является самым продаваемым певцом в Албании. Как певец и автор песен он провел около 250 концертов в Албании, а также незабываемые выступления в США, Канаде, Германии, Великобритании, Греции, Румынии, Турции, Италии, Бельгии и Китае. Дочь Ардита, Анна Гебреа, представляла Албанию на детском конкурсе песни «Евровидение-2021».

### Карьера ведущего и продюсера
За свою карьеру он представил и спродюсировал несколько телешоу, в том числе знаменитое Телебинго, несколько выпусков ежегодного конкурса Miss & Mister Albania, Dua më shumë Shqipërinë, Rokoloko, Krishtlindje në Tiranë и др. В 1996 году он был ведущим конкурса «Мисс Европа», проходившего в том же году в Албании. В 2007 году Гебреа принимал 19-е издание конкурса «Мисс модель мира», проходившего в Китае.

### Kënga Magjike
Каждый год, начиная с июня и заканчивая ноябрем, Ардит Гебреа через свой продюсерский дом JonMusic и в сотрудничестве с KLAN Television продюсирует и проводит фестиваль современной музыки Kënga Magjike для артистов из Албании, Косово, Македонии и Черногории. Первый Первый Кенга Магджике состоялся в 1999 году, а последний состоялся в ноябре 2016 года. состоялся в 1999 году, а последний состоялся в ноябре 2016 года. Kënga Magjike транслируется в прямом эфире в Албании по каналам Klan TV, Ora News и STV, в Косово по каналу RTV21, в Македонии по каналу Alsat и на Балканах по болгарской сети Ballkanika Music Television.

### E Diela Shqiptare
С 2008 года Ардит Гебреа является продюсером и ведущим программы E Diela Shqiptare (Албанское воскресенье), воскресного дневного шоу, которое стало любимой программой выходных для албанцев. E Diela Shqiptare включает в себя дебаты, балет, живую музыку, выступления, гостей, спортивные результаты, игры и т. д. E Diela Shqiptare транслируется в прямом эфире на Klan TV с 14.00 до 19.30 вечера.
«Албанское воскресенье», самая популярная программа для всех албанских семей, каждое воскресенье днём. Самый амбициозный телевизионный проект, который захватывает самое обширное эфирное время в истории албанского телевидения, гигантская структура, требующая персонала почти такого же большого, как телеканал небольшого уровня. «Албанское воскресенье» — это программа, которая включает в себя марафонское эфирное время продолжительностью 6 часов в прямом эфире. Ардит Джебреа на TV Klan представляет телевизионный спектакль, который бьёт и устанавливает новые рекорды по аудитории и продолжительности.
Структура: Шоу начинается с Pro & Kunder -, когда четыре VIP-гостя обсуждают плюсы и минусы различных тем социологии, философии, экономики, искусства, культуры, а также мнения публики в студии или звонящих из дома.
VIP на кухне — четверо VIP-гостей, завершив дебаты, переходят к живому кулинарному конкурсу. Предлагая новую сторону своего характера и личности, политики, певцы, спортсмены, актёры и другие VIP-персоны албанского общества готовят различные рецепты в студии албанского воскресенья.
Музыка — лучшие певцы из Албании и Косово выступают вживую в сопровождении оркестра маэстро Шпетима Сарачи.
Албанское Телебинго — еженедельная национальная лотерея с живыми розыгрышами в студии и неожиданными звонками зрителям, предлагающими призы.
Балет — выступления балетной труппы хореографа Альби Нако.
Интервью — Самые важные и интересные люди Албании появляются в прямом эфире в студии «Албанского воскресенья» в личном интервью с ведущим Ардитом Uебреа.
Воскресная пара — 2-месячное соревнование между 10 парами, которые проходят очень интересный конкурсный процесс, который завершается тем, что победитель получает совершенно новую квартиру на албанском побережье. Публика, присутствующая на шоу, голосует за самую любимую пару, таким образом определяя победителя. Пары проходят несколько тестов и игр, демонстрируя свой характер, харизму, юмор и ценности своих отношений. Родители, бабушки и дедушки, молодые пары и даже только что вступившие в брак принимали участие в этом конкурсе. Помимо вопросов, которые пытаются показать, насколько хорошо пары знают друг друга, они также проходят художественные тесты, викторины и игры.
Увидимся в суде — [Шоу на основе арбитражного суда], где арбитр Эни Чобани помогает гражданам разрешать конфликты, часто касающиеся прав собственности. Сегмент известен своим участием аудитории, где аудитория голосует по данному вопросу, а также за драки, которые часто вспыхивают из-за мелких проблем.

## Награды и номинации
Festivali i Këngës
| Год  | Номинируемая работа | Категория                            | Результат |
| ---- | ------------------- | ------------------------------------ | --------- |
| 1991 | «Jon»               | 1-е место                            | Победа    |
| 1995 | «Eja»               | 1-е место                            | Победа    |
| 2000 | «Ante i tokes sime» | 1-е место/как продюсер               | Победа    |
| 2009 | «Nuk mundem pa ty»  | 1-е место/как продюсер и автор песни | Победа    |

Культовые награды
| Год  | Номинируемая работа | Категория   | Результат |
| ---- | ------------------- | ----------- | --------- |
| 2005 | «Ja ku jam»         | Альбом года | Победа    |

Videofest
| Год  | Номинируемая работа | Категория              | Результат |
| ---- | ------------------- | ---------------------- | --------- |
| 2004 | «Ja ku jam»         | Лучшее мужское видео   | Победа    |
| 2004 | «Ja ku jam»         | Самое популярное видео | Победа    |

Награды шоу Zhurma
| Год  | Номинируемая работа | Категория     | Результат |
| ---- | ------------------- | ------------- | --------- |
| 2004 | «Ja ku jam»         | Лучшая песня  | Победа    |
| 2004 | «Ja ku jam»         | Лучший альбом | Номинация |